# 乔治·基纳利亚
乔治·基纳利亚（義大利語：Giorgio Chinaglia，1947年1月24日—2012年4月1日），意大利男子足球运动员，场上位置是前锋。他曾代表意大利国家队参加1974年国际足联世界杯，结果止步小组赛。